# Europese kampioenschappen judo 1962
De Europese kampioenschappen judo 1962 werden op 12 en 13 mei 1962 gehouden in Essen, West-Duitsland.

## Resultaten
| Gewichtsklasse | Goud           | Zilver           | Brons                            |
| -------------- | -------------- | ---------------- | -------------------------------- |
| – 68 kg        | Jan Snijders   | Roger Forestier  | Franz-Hermann Fischer Kurt Leise |
| – 80 kg        | Henri Courtine | Gerd Stamer      | Romain Pacalier Lange            |
| + 80 kg        | Anton Geesink  | Mathieu Vallauri | Roussey Pierre Brouha            |
| Open           | Anton Geesink  | George Kerr      | Kenneth Maynard André Leclerc    |

## Medailleklassement
| Plaats | Land                     | Goud | Zilver | Brons | Totaal |
| 1      | Nederland                | 3    | 0      | 1     | 4      |
| 2      | Frankrijk                | 1    | 2      | 2     | 5      |
| 3      | Bondsrepubliek Duitsland | 0    | 1      | 2     | 3      |
| 4      | Verenigd Koninkrijk      | 0    | 1      | 1     | 2      |
| 5      | België                   | 0    | 0      | 1     | 1      |
|        | Totaal                   | 4    | 4      | 8     | 16     |